# Violeta Urmana
Violeta Urmana, nata Violeta Urmanavičiūtė (Comune di Kazlų Rūda, 19 agosto 1961), è un soprano e mezzosoprano lituano.

## Biografia
Nata nel Comune di Kazlų Rūda, nella contea di Marijampolė in Lituania, ha studiato pianoforte al Conservatorio di Vilnius. Un anno prima di terminare il corso è passata agli studi di canto come mezzosoprano, che ha continuato alla Hochschule für Musik und Theater München con Astrid Varnay. Tra il 1991 ed il 1993 è entrata nell'Opera di Stato della Baviera, dove ha interpretato piccoli ruoli. Ha ricevuto numerosi premi in concorsi internazionali.
Con Andrea Chénier al Wiener Staatsoper nel giugno 2003 è passata al registro di soprano; nel 2004 a Roma è stata Isolde nel Tristan und Isolde e a Londra Leonora ne La forza del destino. Nel 2006 ha cantato nella parte di Aida al Teatro alla Scala sotto la direzione di Riccardo Chailly e la regia di Franco Zeffirelli. Nel 2013 ha debuttato all'Arena di Verona come Amneris in Aida.
Ha collaborato con direttori famosi, come Claudio Abbado, Daniel Barenboim, Pierre Boulez, Riccardo Chailly, James Levine, Jesús López Cobos, Lorin Maazel, Zubin Mehta, Riccardo Muti, Christian Thielemann.
I suoi ruoli comprendono: Sieglinde in Die Walküre al Festival di Bayreuth, Iphigénie en Aulide alla Scala, Maddalena in Andrea Chénier al Teatro dell'Opera di Vienna, Lady Macbeth in Macbeth, Isolde in Tristan und Isolde, Leonora ne La forza del destino, Santuzza in Cavalleria Rusticana ed il ruolo del titolo ne La Gioconda, Tosca, Ariadne auf Naxos, La Wally ed Aida. Si esibisce anche in concerti e recital con un repertorio vario da Bach a Berlioz ad Alban Berg.
Ha ricevuto riconoscimenti, tra i quali il Royal Philharmonic Society Award a Londra ed il titolo di Kammersängerin alla Staatsoper di Vienna.
Nel 2004 è stata insignita dell'onorificenza di Commendatore dell'Ordine della Stella d'Italia
È sposata con il tenore italiano Alfredo Nigro.

## Discografia parziale
- Puccini: Ritrovato - Plácido Domingo, Violeta Urmana, Alberto Veronesi & Wiener Philharmoniker, 2009 Deutsche Grammophon
- Verdi: Oberto - Samuel Ramey, Maria Guleghina, Stuart Neill, Violeta Urmana, London Voices, Academy of St. Martin in the Fields & Sir Neville Marriner, 1997 Decca
- Verdi, Il trovatore - Riccardo Muti/Licitra/Frittoli/Nucci/Urmana/Scala, 2001 Sony
- Wagner: Parsifal - Valery Gergiev, René Pape, Gary Lehman, Violeta Urmana & Mariinsky Orchestra and Chorus, 2010 State Academic Mariinsky Theatre

## DVD & BLU-RAY parziale
- Verdi, Aida - Chailly/Urmana/Alagna/Komlosi, regia Franco Zeffirelli, 2006 Decca
- Verdi, Aida - Gatti/Urmana/Botha/Zajick, 2008 Decca
- Wagner, Tristan und Isolde (2nd Act) - Abbado/Treleaven/Urmana/Pape/Fujimura, 2004, Lucerne Festival 2004, EuroArts

## Repertorio
| Ruolo                            | Titolo                         | Autore      |
| -------------------------------- | ------------------------------ | ----------- |
| Adalgisa Norma                   | Norma                          | Bellini     |
| Judit                            | Il castello di Barbablù        | Bartók      |
| Didon                            | Les Troyens                    | Berlioz     |
| Wally                            | La Wally                       | Catalani    |
| Medea                            | Medea                          | Cherubini   |
| Léonor de Guzman                 | La favorite                    | Donizetti   |
| La Sphinge                       | Oedipe                         | Enescu      |
| Maddalena di Coigny              | Andrea Chénier                 | Giordano    |
| Iphigénie                        | Iphigénie en Aulide            | Gluck       |
| L'Odio                           | Armide                         | Gluck       |
| Santuzza                         | Cavalleria rusticana           | Mascagni    |
| Gioconda                         | La Gioconda                    | Ponchielli  |
| La Duenna                        | Matrimonio al convento         | Prokof'ev   |
| Floria Tosca                     | Tosca                          | Puccini     |
| La zia principessa               | Suor Angelica                  | Puccini     |
| Primadonna/Ariadne               | Ariadne auf Naxos              | Strauss     |
| La Morte                         | Le rossignol                   | Stravinskij |
| Jocasta                          | Oedipus Rex                    | Stravinskij |
| Cuniza                           | Oberto, Conte di San Bonifacio | Verdi       |
| Fenena                           | Nabucco                        | Verdi       |
| Odabella                         | Attila                         | Verdi       |
| Lady Macbeth                     | Macbeth                        | Verdi       |
| Azucena                          | Il trovatore                   | Verdi       |
| Amelia                           | Un ballo in maschera           | Verdi       |
| Donna Leonora di Vargas          | La forza del destino           | Verdi       |
| Principessa Eboli                | Don Carlo                      | Verdi       |
| Aida Amneris                     | Aida                           | Verdi       |
| Mrs Quickly                      | Falstaff                       | Verdi       |
| Adriano                          | Rienzi                         | Wagner      |
| Venere                           | Tannhäuser                     | Wagner      |
| Fricka                           | Das Rheingold                  | Wagner      |
| Brunilde Fricka Sieglinde        | Die Walküre                    | Wagner      |
| Brunilde                         | Siegfried                      | Wagner      |
| Brunilde Seconda Norna Waltraute | Götterdammerung                | Wagner      |
| Brangäne Isolde                  | Tristan und Isolde             | Wagner      |
| Kundry                           | Parsifal                       | Wagner      |